# August Karl Weber
August Karl Weber (* 9. September 1859 in Darmstadt; † 24. Mai 1940 ebenda) war ein deutscher Jurist, der im Staatsdienst des Großherzogtums Hessen als Ministerialbeamter und Präsident des Verwaltungsgerichtshofs Darmstadt wirkte.

## Leben
Karl August Weber wurde im September 1859 als Sohn des späteren Finanzministers August Weber und dessen Frau Antonia Weber geb. Emmerling (1833–1930) in Darmstadt geboren. Er besuchte das Ludwig-Georgs-Gymnasium und studierte anschließend Rechtswissenschaften. Nach dem Abschluss des Studiums und des anschließenden Referendariats trat er 1885 als Regierungsassessor in den Staatsdienst des Großherzogtums Hessen ein. Nach einer kurzen Zeit als Polizeikommissar in Darmstadt leitete er ab 1888 verschiedene Kreisämter in Alzey, Mainz und Bensheim. 1895 wurde er zum Regierungsrat  ernannt. 1897 war er Vorstand des Polizeiamtes in der Hauptstadt Darmstadt. 1899 wurde er Mitglied des Verwaltungsgerichtshofs. 1900 wechselte er unter Karl Rothe in das hessische Innenministerium, dort war er als Referent für Hochschulwesen tätig und wurde 1908 zum Geheimen Regierungsrat ernannt. 1912 wurde er Präsident des Verwaltungsgerichtshofs Darmstadt. Dieses Amt übte er bis zu seiner Versetzung in den Ruhestand 1924 aus.
Seit 1888 war Weber mit Henriette Merck (1861–1917) verheiratet, einer Tochter des Unternehmers Carl Merck. Aus der Ehe ging die 1890 in Mainz geborene Tochter Marie hervor, die seit 1914 mit Albrecht von Wachter verheiratet war. Karl August Weber starb im Alter von 80 Jahren im Mai 1940 in Darmstadt. Er wurde auf dem Alten Friedhof beigesetzt. Der Grabstein ist mit einer Büste von ihm versehen.
1898 ließen sich August Karl Weber und seine Frau auf dem Grundstück Herdweg 79 im Darmstädter Paulusviertel von dem Architekten Heinrich Metzendorf eine Villa im historistischen Stil bauen, das sog. Haus Haardteck. Es war das erste Gebäude in diesem neu entstehenden Stadtteil von Darmstadt. Im Volksmund wurde dieses markante Gebäude auch „Pillenburg“ genannt, da Weber ein Schwiegersohn der Apotheker- und Pharmazeutikafabrikanten-Familie Merck war. Nach dem Tod seiner Frau wohnte Weber Anfang der 1920er Jahre im Haus Prinz-Christians-Weg 6 auf der Mathildenhöhe, einer Haushälfte der Doppelvilla Prinz-Christians-Weg 6/8, die der Architekt Friedrich Pützer 1901 für zwei ranghohe Beamte des großherzoglichen Finanzministeriums erbaut hatte.

## Auszeichnungen
Als ranghoher hessischer Ministerialbeamter und Verwaltungsjurist bekam Weber in Würdigung seiner dienstlichen Leistungen verschiedene Orden verliehen, darunter auch preußische und russische – was die dynastischen Verbindungen des Großherzogtums Hessen widerspiegelt: Sowohl der russische Zar Nikolaus II. als auch der preußische König und deutsche Kaiser Wilhelm II. waren Cousins von Großherzog Ernst Ludwig.
- 1899: russischer Annenorden II. Klasse
- 1901: Ritterkreuz I. Klasse des hessischen Verdienstordens Philipps des Großmütigen
- 1903: russischer Sankt-Stanislaus-Orden II. Klasse mit Stern
- 1905: preußischer Roter Adlerorden III. Klasse
- 1907: hessische Goldene Verdienstmedaille für Wissenschaft und Kunst (anlässlich des 300jährigen Jubiläums der Universität Gießen)
- 1908: Ehrendoktorwürde der Technischen Hochschule Darmstadt als Dr.-Ing. E.h., „in Anerkennung seiner regen Fürsorge für die weitere Entwicklung der Technischen Hochschule“[1]
- 1912: preußische Rote Kreuz-Medaille III. Klasse
- 1917: Komturkreuz I. Klasse des hessischen Verdienstordens Philipps des Großmütigen

Spätestens 1922 besaß Weber außerdem eine weitere Ehrendoktorwürde als Dr. jur. h.c.